# Космос-2005
Космос-2005 је један од преко 2400 совјетских вјештачких сателита лансираних у оквиру програма Космос.
Космос-2005 је лансиран са космодрома Плесецк, СССР, 2. марта 1989. Ракета-носач Сојуз је поставила сателит у орбиту око планете Земље. Маса сателита при лансирању је износила 6600 килограма. Космос-2005 је био осматрачки сателит.